# Eva Leitzke-Ungerer
Eva Leitzke-Ungerer (* 22. September 1954 in München) ist eine deutsche Romanistin.

## Leben
Nach dem Abschluss des Studiums der Romanistik und Anglistik an der Universität München mit Staatsexamen (1981) und Magister (1981), dem Referendariat (1982–1984) an bayrischen Gymnasien (zweites Staatsexamen), der Promotion 1988 zum Dr. phil. in englischer Sprachwissenschaft in München und der Habilitation 2003 an der Universität Rostock (Venia Legendi für Didaktik der romanischen Sprachen, Literaturen und Kulturen) war sie von 2006 bis 2021 Professorin für Didaktik der romanischen Sprachen an der Universität Halle-Wittenberg.
Ihre Forschungsschwerpunkte sind Mehrsprachigkeitsdidaktik (Englisch-Französisch-Spanisch), Film im Fremdsprachenunterricht – Schwerpunkt Französisch und Spanisch, sprachliche Varietäten im Unterricht der romanischen Sprachen, literarische Texte und Intermedialität im Französisch-, Italienisch- und Spanischunterricht, szenische Arbeit im Französisch-, Italienisch- und Spanischunterricht und bilingualer Sachfachunterricht (Englisch-Französisch-Spanisch).

## Schriften (Auswahl)
- (De)nominale Adjektive im heutigen Englisch. Untersuchungen zur Morphologie, Syntax, Semantik und Pragmatik von Adjektiv-Nomen-Kombinationen der Typen atomic energy und criminal lawyer (= Linguistische Arbeiten. Band 221). Niemeyer, Tübingen 1989, ISBN 3-484-30221-6 (Zugl.: München, Univ., Diss., 1988).
- mit Andrea Pagni (Hrsg.): Europäische Regionalkulturen im Vergleich (= Rostocker romanistische Arbeiten. Band 6). Lang, Frankfurt am Main u. a. 2002, ISBN 3-631-38918-3.
- Frankreichs Regionalkulturen im Französischunterricht. Projekte zur Bretagne, zu Okzitanien, Korsika und zum Elsass (= Rostocker romanistische Arbeiten. Band 8). Lang, Frankfurt am Main u. a. 2004, ISBN 3-631-53026-9.
- (Hrsg.): Film im Fremdsprachenunterricht. Literarische Stoffe, interkulturelle Ziele, mediale Wirkung (= Romanische Sprachen und ihre Didaktik. Band 25). Ibidem-Verlag, Stuttgart 2009, ISBN 978-3-89821-925-9.